# Sesklo
Sesklo (in greco Σέσκλο?)  è un villaggio della Grecia  appartenente al comune di Aisonia (periferia della Tessaglia).
A seguito della riforma amministrativa detta Programma Callicrate in vigore dal gennaio 2011 è ora compreso nel comune di Volos.

## Sito archeologico
Conserva i resti di un abitato neolitico, scoperto alla fine del XIX secolo dall'archeologo greco Christos Tsountas; gli scavi hanno riportato alla luce almeno tre diversi strati abitativi, la cui esistenza si sono succeduti nel periodo tra il VII millenio fino al 4.400 a.C., quando l'abitato cessò di esistere, probabilmente, a seguito di un incendio. 
Il villaggio di Sesklo ha dato il nome ad una civiltà, cultura di Sesklo, che precede immediatamente quella di Dimini, largamente diffusa in Tessaglia e nella Grecia centrale.
Caratteristica di questa facies culturale è una ceramica ben cotta, a superficie rossa, dipinta in bianco o a sfondo chiaro con decorazione in rosso. I motivi ornamentali più frequenti sono quelli a fiamma, a scaletta e a scacchiera. Fra gli utensili e le armi in pietra si notano asce, mazze, coltelli, braccialetti di conchiglie o di perline in pietra. Molto diffusi sono anche gli idoletti in ceramica o in pietra, raffiguranti la dea della fecondità, nuda, in atto di sostenersi i seni.
Le abitazioni più antiche, rettangolari e rotonde, consistevano di uno zoccolo di pietra, su cui poggiava l'alzato di frasche e fango.
Le suppellettili domestiche più frequenti sono macine e pestelli, e i resti di ossa di animali mostrano che l'economia di queste genti era agricola con coltivazione di cereali e allevamento di ovini e suini, mentre il ritrovamento di rocchetti e fusaiole attesta che era già largamente praticata la tessitura.
I reperti ritrovati durante gli scavi sono oggi esposti al Museo archeologico di Volo.